# Jojada Verrips
Jojada Verrips (Schoonrewoerd 1942) is een Nederlands cultureel antropoloog, van 1997 tot 2007 hoogleraar aan de Universiteit van Amsterdam. Hij was mede-oprichter en redacteur van Maritime Anthropological Studies (MAST). Tot zijn bekendste publicaties behoort een studie van de protestantse samenleving van Ottoland in de Alblasserwaard, een dorp uit de zg. Bijbelgordel (1977). In Voskuils roman "Het Bureau" figureert Jojada Verrips daarom als "Jacobo Alblas". Ook heeft Verrips onderzoek gedaan naar de wereld van de Nederlandse binnenschippers (1991) en van vissers in Ghana. Naast deze sociologische studies heeft hij tal van essays gepubliceerd, waarin hij zich "een aandachtige antropologische commentator die kritisch nadenkt over de raadsels van de Westerse massaconsumptie en volkscultuur" toont.

## Verdere literatuur
- Rob van Ginkel en Alex Strating, Wildness and Sensation. Anthropology of Sinister and Sensuous Realms. Apeldoorn: Het Spinhuis Publishers 2007.
- Rob van Ginkel, "Volkscultuur als valkuil: over antropologie, volkskunde en cultuurpolitiek". Het Spinhuis 2000.

- Bibsys: 90520532
- Gemeinsame Normdatei: 1064140688
- International Standard Name Identifier: 0000 0001 0937 2941
- Library of Congress Control Number: n78065926
- NARCIS: PRS1237787
- Nederlandse Thesaurus van Auteursnamen: 068291426
- Système universitaire de documentation: 199514984
- Virtual International Authority File: 113660466
- WorldCat: E39PBJmhQxQJFdG66CVGdHWRrq